# Барон Данеллі

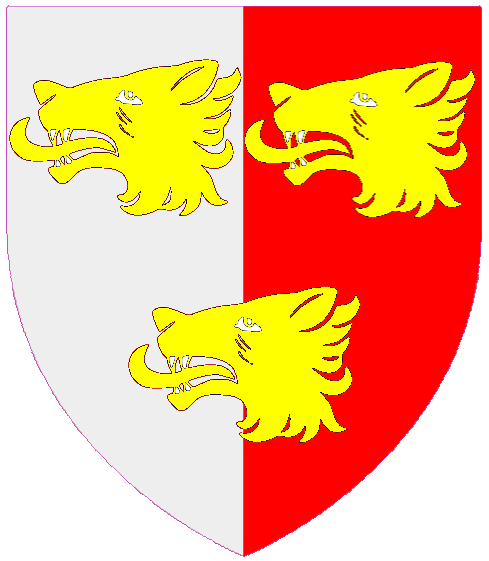
Герб баронів Данеллі.

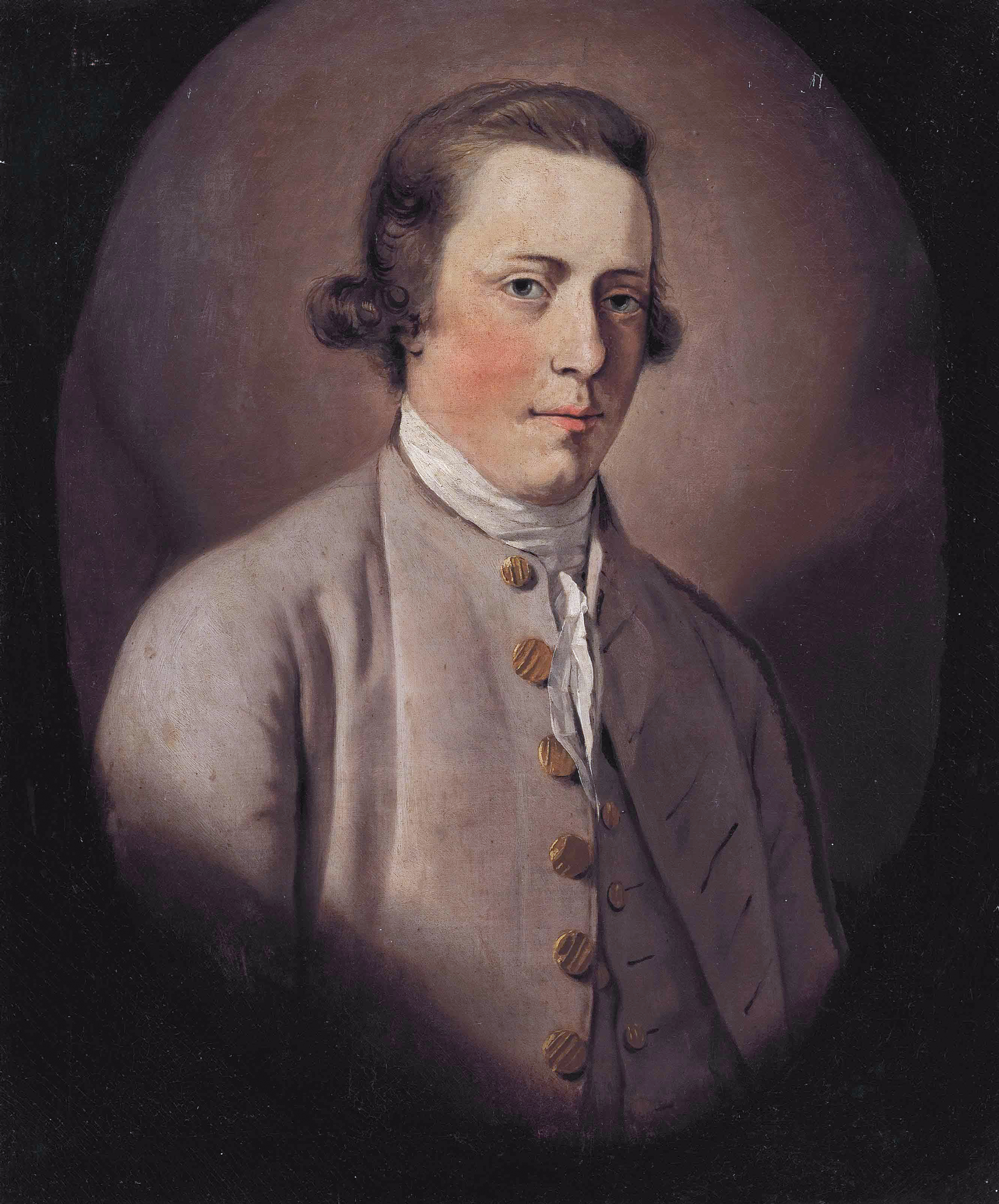
Генрі Прітті - барон Данеллі (1743 - 1801).

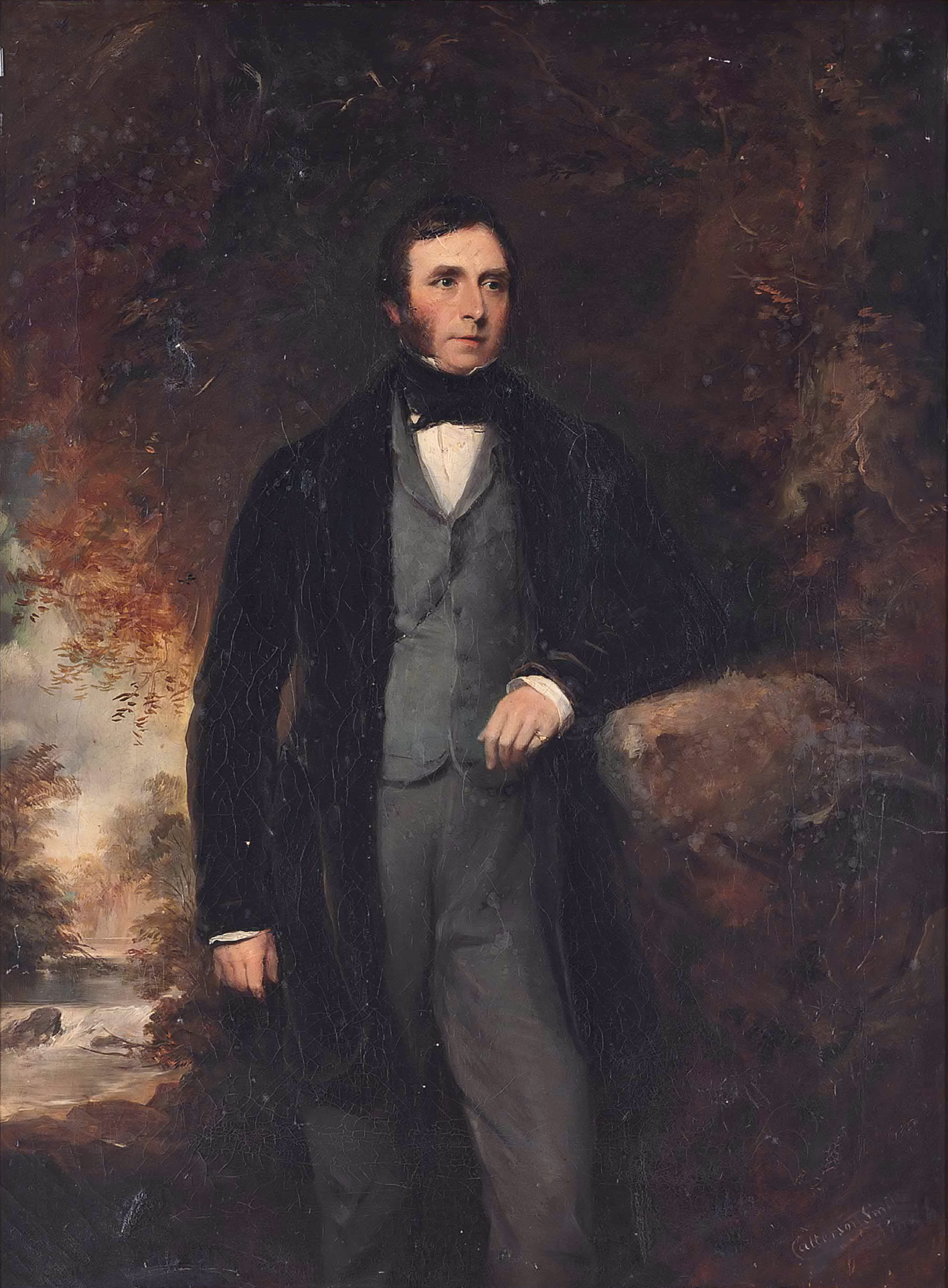
Генрі Прітті – ІІІ барон Данеллі (1807 – 1885) (Картина худ. Стівена Каттерсона Сміта, 1851).

Барон Данеллі (англ. - Baron Dunalley) – аристократичний титул в перстві Ірландії.

## Гасло баронів Данеллі
In Omnia Paratus – Готовий до всього (лат.)

## Історія баронів Данеллі
Титул барон Данеллі з Кілбой, що в графстві Тіпперері в перстві Ірландії був створений 31 липня 1800 року для Генрі Прітті. Він був депутатом Палати громад в парламенті Ірландії від Банагера, Гоурана та графства Тіпперері. Він був одружений з Кетерін Седір – дочкою Френсіса Седіра і мав з нею 7 дітей – 2 синів і 5 дочок. Титул успадкував його син, що став ІІ бароном Данеллі. Він теж став депутатом парламенту вже Об’єднаного Королівства Великої Британії та Ірландії, представляв Карлоу, Окехемптон в Палаті громад, а в Палаті лордів був представником Ірландії в 1828 – 1854 роках. Титул успадкував його племінник, що став ІІІ бароном Данеллі. Після його смерті титул успадкував його син, що став IV бароном Данеллі. Він здобув освіту в школі Харроу та в Трініті-коледжі (Кембрідж). У 1883 році він отримав посаду Верховного шерифа Тіпперері. Він став депутатом парламенту і представляв Ірландію в 1891 – 1927 роках. До здобуття Ірландією незалежності він був на посаді лорд-лейтенанта графства Тіпперері. Він був власником 15-ти тонної яхти «Графиня», що плавала на озері Лох-Дерг в 1893 – 1919 роках. Потім почалась війна за незалежність Ірландії і про яхту відомості зникли. Але так чи інакше, він був командором яхт-клубу озера Лох_Дерг до самої своєї смерті. Він був одружений з Мері Френсіс Фармер (1857 – 1929) – дочкою Реджінальда Онслоу Фармера (1828 – 1904) і мав з нею 6 дітей – 1 сина і 5 дочок. Одруження відбулось в Хетфілді (графство Хардфоршир) 22 серпня 1876 роуку. На сьогодні титулом барон Данеллі його правнук, що успадкував титул від свого батька в 1992 році і став VII бароном Данеллі.

## Барони Данеллі (1800)
- Генрі Прітті (1743 – 1801) – І барон Данеллі
- Генрі Садлієр Прітті (1775 – 1854) – ІІ барон Данеллі
- Генрі Прітті (1807 – 1885) - ІІІ барон Данеллі
- Генрі О’Каллаган Прітті (1851 – 1927) – IV барон Данеллі
- Генрі Корнеліус О’Каллаган Прітті (1877 – 1948) – V барон Данеллі
- Генрі Десмонд Грем Прітті (1912 – 1992) – VI барон Данеллі
- Генрі Френсіс Корнеліус Прітті (1948 р. н.) – VII барон Данеллі

Спадкоємцем титулу є син теперішнього власника титулу його ясновельможність Джоел Генрі Прітті (1981 р. н.).